# Красивка (Инжавинский район)
Красивка — село в Инжавинском районе Тамбовской области России. Административный центр Красивского сельсовета.

## География, история
Расположено в юго-восточной части области, на пологом левом склоне долины реки Ворона (приток Хопра).
Уличная сеть
В селе 23 улицы.
Расстояние до
- районного центра Инжавино 7 км.
- областного центра Тамбов 90 км[4].

Ближайшие населённые пункты
Хорошавка 4 км, Коноплянка 4 км, Криволучье 5 км, Плодопитомник 5 км, Карандеевка6 км, Балыклей 6 км.
Транспорт
Дорога областного значения с асфальто-бетонным покрытием Инжавино—Уварово (от М-6 «Каспий») и внутрихозяйственные дороги местного значения.
Ближайшая железнодорожная станция — в Инжавино (тупиковая). Развита сеть автомобильных дорог.
Климат
Климат умеренно континентальный, с устойчивой зимой и преобладанием теплой погоды летом. Самый теплый месяц года — июль. Средняя температура воздуха летом +19,7°С, самый холодный месяц года — январь с температурой −11°С. Среднегодовое количество осадков от 450 до 570 мм в год.

## История
Село Красивка впервые упоминается во время проведения первой ревизской сказки 1719 года. В Красивке жили однодворцы Степан Владимиров, Лот Есиков и Афанасий Попов. Они и стали первыми жителями Красивки. В переписи второй ревизской сказки 1745 года сказано : «село Архангельское, Красивка тож». Помимо трех вышеназванных однодворцев, село пополнилось новыми жителями: мелкими помещиками, домашней прислугой и крепостными крестьянами, которых насчитывалось 269.
Дворовых людей и крепостных крестьян перевели на новое место жительства из Переяславского и других уездов. Они были собственностью помещиков Сергя Дашкова, майора Ивана, прапорщика Василия Сатина и сержанта Николая Матова.
Село также упоминается в старинных документах как деревня Архангельское и Неводная.

## Население
| 2002 | 2010  |
| ---- | ----- |
| 1386 | ↘1273 |

## Инфраструктура
Работают крестьянские хозяйства, есть детский сад, МБОУ «Красивская СОШ», развита торговая сеть, аптеки и ФАП, частные и коммунальные предприятия по обслуживанию населения.
С 1976 года на территории села работал санаторий «Инжавинский» на 300 мест. С 2017 года его работа приостановлена.

## Известные люди
В конце XIX века в Красивке поселилась семья потомственных дворян Можаровых, владельцев Новокрасивского винодельческого завода и спичечной фабрики. Глава предприятий — Иван Петрович Можаров, его младший брат, Владимир Петрович Можаров, был управляющим. Его сын, Пётр Владимирович Можаров, стал известным советским инженером, первым конструктором советских мотоциклов марки ИЖ.